# Jean-Charles Skarbowsky
Jean-Charles Skarbowsky est un boxeur international français de muay-thaï (boxe thaï), actif professionnellement entre 1992 et 2006. Il est champion du monde, trois fois champion d'Europe, champion de France et classé numéro 1 du Rajadamnoen de Bangkok à deux reprises.
Surnommé « Namhon Morana » (le parfum mortel) et « Chong » par les Thaïlandais, ou encore « Dragon Tattoo » à l'international, il est un phénomène du muay-thaï. On peut le classer parmi les légendes étrangères dans cette discipline, au même titre que Dany Bill, Rob Kaman, Ramon Dekkers ou encore Youssef Boughanem et Dida Diafat.

## Biographie
Jean-Charles Skarbowsky nait le 10 mars 1975 à Paris dans le 18e arrondissement. Sa mère émigre de Roumanie en France à l’âge de 25 ans. Son père décède alors que Jean-Charles n'a que 13 ans.
En 1991, Skarbowsky s'inscrit au Siam Boxing, un club de muay-thaï du 12e arrondissement de Paris, alors dirigé par André Zeitoun. En 1993, à 18 ans, il part en Thaïlande et effectue 5 combats pour 5 victoires. De retour en France, il enchaîne les combats avec des victoires expéditives, et devient favori au titre de champion d'Europe des moins de 63,5 kg. Le 27 mai 1995 à Saint-Denis, il affronte en effet le champion en titre, le belge Yigin Osman, et remporte le tournoi à seulement vingt ans,.
Le 19 janvier 1996 au Palais des sports Marcel-Cerdan de Levallois-Perret, Skarbowsky défend son titre européen face au boxeur franco-algérien Kader Marouf. Il remporte la victoire par arrêt sur blessure,,.

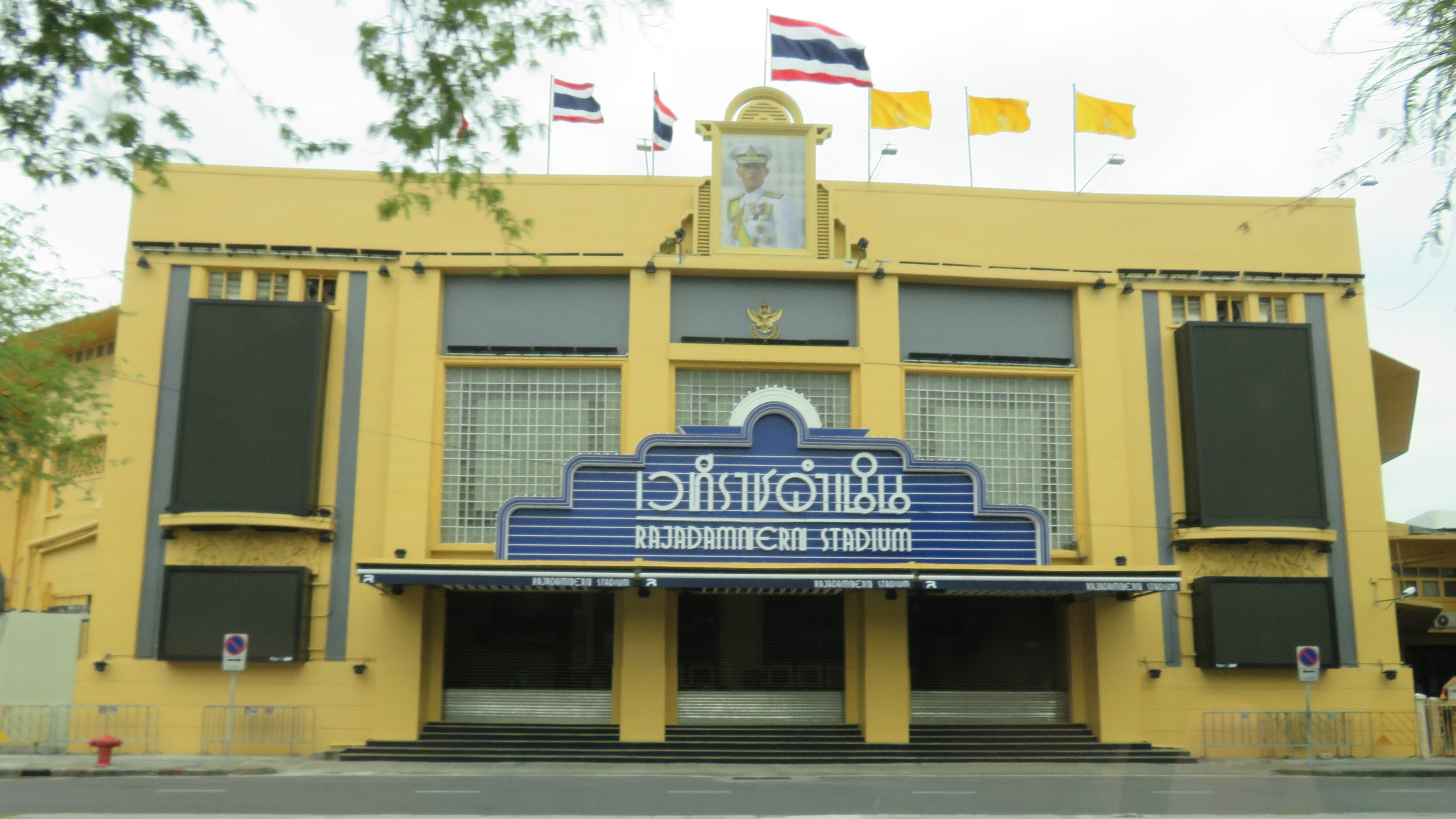
Le Rajadamnern Stadium à Bangkok

Le 5 décembre 1999 à Bangkok, Skarbowsky bat par KO le thaïlandais Duen E-Sarn, numéro sept du stade de boxe du Lumpinee.
Le 6 juillet 2000 lors d'un grand gala à Las Vegas, il bat par KO le thaïlandais Robert Kaennorasing. Le match retour a lieu le 5 décembre de la même année. Skarbowsky perd le combat aux points,.
En 2006, Skarbowsky devient le premier non-Thaïlandais à être classé numéro 1 au mythique stadium du Rajadamnoen à la suite de sa victoire par KO sur le champion en titre des moins de 63 kg, Mangkong Kietsomkoum.
Le 5 janvier 2006 au stadium du Rajadamnoen, il bat par KO 
Lamsongkram Chuwattana (champion en titre du Rajadamnoen en moins de 72 kg) et devient de nouveau numéro 1 du stadium.
Durant sa carrière, Jean-Charles Skarbowsky a mis KO ou battu aux points les meilleurs de sa catégorie, tant Thaïlandais qu'internationaux. Il a effectué 97 combats pour 75 victoires dont 50 par KO,. En outre, il vit cinq années en Thaïlande, où il ouvre son propre camp de boxe, le Skarbowsky Gym, à Bangkok. Il ouvre également des Skarbowsky Gym à Paris, dans le 18e et 20e arrondissements. Il est aussi un important promoteur d'évènement muay-thaï en France.
Considéré comme une légende vivante européennes des années 1990, au même titre que Dany Bill, Rob Kaman ou Ramon Dekkers, il porte également trois surnoms de combattants : « Namhon Morana » (le parfum mortel), « Chong » et « Dragon Tattoo ».

## Titres
Les titres obtenus par Jean-Charles Skarbowsky sont les suivants,,, : 
- Champion de France de muay-thaï en 1995
- Champion d'Europe de muay-thaï en mai 1995, en janvier 1996 et en mars 1996
- Champion du monde de muay-thaï en 2000 (ISKA, - 65 kg)
- Classé numéro 1 au stade de boxe du Rajadamnoen de Bangkok en 2003 et 2006
- Deux fois vainqueur de la Coupe du Roi à Bangkok

## Palmarès
Au cours de sa carrière, Jean-Charles Skarbowsky a gagné 75 matchs (dont 51 par KO), en a perdu 23 et a fait 3 matchs nuls,,.
| Défaite                           | TKO 1R                      | Muay thaï   | BIG BEN Chor Praram 6        | Jarumueang Fights (Rajadamnern)       | 29/06/2006 |
| Défaite                           | Décision 4R                 | K-1         | Olé LAURSEN                  | K-1 Scandinavia 2006 World …          | 20/05/2006 |
| Nul                               | Match nul                   | Muay thaï   | Farid KHIDER                 | La Nuit des Superfights IV            | 08/04/2006 |
| Victoire                          | Décision                    | Kick-boxing | CHALUNLAP                    | France vs Thaïlande                   | 02/03/2006 |
| Victoire                          | KO 1R                       | Muay thaï   | LAMSONGKRAM Chuwatthana      | Daorungchujarean Fights (Rajadamnern) | 05/01/2006 |
| Défaite                           | Décision                    | Muay thaï   | WANLOP Sitpholek             | King's Birthday                       | 05/12/2005 |
| Victoire                          | Décision                    | Muay thaï   | Paulo BALICHA                | King's Birthday                       | 05/12/2005 |
| Victoire                          | KO 1R                       | Muay thaï   | NONTHAUN Por Pramuk          | Por Pramuk Fights (Lumpinee)          | 22/11/2005 |
| Défaite                           | Décision                    | Muay thaï   | MUNKONG Kiatsomkuan          | S.Wanchard Fights (Rajadamnern)       | 15/09/2005 |
| Défaite                           | Décision                    | Muay thaï   | BUAKAW Banchamek             | Xplosion                              | 09/09/2005 |
| Titre mondial S1 -68 kg (-150 lb) |                             |             |                              |                                       |            |
| Défaite                           | TKO 1R                      | Muay thaï   | Farid KHIDER                 | La Nuit des Superfights               | 07/05/2005 |
| Défaite                           | TKO 1R                      | Muay thaï   | Jordan TAI                   | Phillip Lam Muay Thai Promo…          | 02/04/2005 |
| Victoire                          | Décision                    | Muay thaï   | KHUNSUK Phetsupapan          | Phetsupapan Fights (Lumpinee)         | 25/03/2005 |
| Victoire                          | Décision                    | Muay thaï   | KUNSUK Phetsupapan           | Phetsupapan Fights (Lumpinee)         | 18/02/2005 |
| Défaite                           | Décision                    | Muay thaï   | KHUNSUK Petchsupaparn        | King's Birthday                       | 05/12/2004 |
| Victoire                          | KO 4R                       | Muay thaï   | Chris VAN VEROOIJ            | Super League                          | 23/10/2004 |
| Défaite                           | Décision                    | Muay thaï   | Shane CHAMPAN                | NZ vs France                          | 24/09/2004 |
| Victoire                          | KO 2R                       |             | Masaaki KATO                 | All Japan Kickboxing 2004 S…          | 24/07/2004 |
| Défaite                           | Décision                    | Kick-boxing | Samir «Petit Prince» MOHAMED | La Finale Du Grand Tournoi            | 05/06/2004 |
| Victoire                          | Décision 5R                 | K-1         | Fuji CHALMSAK                | K-1 World Max 2004 World To…          | 07/04/2004 |
| Défaite                           | TKO 3R                      | Muay thaï   | John WAYNE PARR              | S1 World Championships (Rajadamnern)  | 04/03/2004 |
| Victoire                          | Décision                    | Muay thaï   | SURIYA Sor Ploenchit         | S1 World Championships (Rajadamnern)  | 04/03/2004 |
| Victoire                          | TKO 4R (arrêt du docteur)   | Muay thaï   | KHUNSUK Phetsupapan          | SUK Petchsupaparn (Lumpinee)          | 07/10/2003 |
| Victoire                          | TKO 1R (arrêt de l'arbitre) | Muay thaï   | SAKADPETCH Sor Sakunpan      | Rajadamnern                           | 08/08/2003 |
| Victoire                          | KO 2R                       | Muay thaï   | CHOKDEE Por Pramuk           | Rajadamnern                           | 19/06/2003 |
| Victoire                          | KO 4R                       | Kick-boxing | Sak KAOPONLEK                | Le Grand Tournoi                      | 18/04/2003 |
| Victoire                          | KO 3R                       | Muay thaï   | Sak KAOPONLEK                | One Songchai Promotion (Rajadamnern)  | 03/03/2003 |
| Victoire                          | KO 1R                       | Muay thaï   | MUNKONG Kiatsomkuan          | Rajadamnern                           | 01/2003    |
| Victoire                          | KO 3R                       | Muay thaï   | RAMBO Jiw por Tabtim         | King's Birthday                       | 05/12/2002 |
| Défaite                           | KO 4R                       | Kick-boxing | Sak KAOPONLEK                | Le Grand Tournoi                      | 06/07/2002 |
| Victoire                          | Décision                    | Muay thaï   | ORONO Por Mueng U-Bon        | Songkran                              | 13/04/2002 |
| Nul                               | Match nul                   | Muay thaï   | ORONO Por Mueng U-Bon        | Rajadamnern                           | 04/03/2002 |
| Victoire                          | TKO 3R (arrêt de l'arbitre) | Muay thaï   | ORONO Por Mueng U-Bon        | Udon Thani                            | 26/01/2002 |
| Défaite                           | KO 4R                       | Muay thaï   | Sak KAOPONLEK                | Trieste                               | 16/11/2001 |
| Titre mondial -63.5 kg (-140 lb)  |                             |             |                              |                                       |            |
| Défaite                           | TKO 5R                      | Muay thaï   | Eh PHUTHONG                  | Phnom Penh Stadium                    | 06/2001    |
| Défaite                           | TKO 2R (arrêt de l'arbitre) | K-1         | Satoshi KOBAYASHI            | Tokyo                                 | 17/05/2001 |
| Défaite                           | TKO 3R                      | Muay thaï   | Eh PHUTHONG                  | Phnom Penh Stadium                    | 04/2001    |
| Défaite                           | TKO 1R                      | Muay thaï   | Eh PHUTHONG                  | Phnom Penh Stadium                    | 26/03/2001 |
| Défaite                           | Décision                    | Muay thaï   | ROBERT Kaennorsing           | King's Birthday                       | 05/12/2000 |
| Victoire                          | KO 1R                       | Muay thaï   | ROBERT Kaennorsing           | Muay Thai in Las Vegas                | 08/07/2000 |
| Victoire                          | Décision                    | Muay thaï   | CHALUNLAP                    | France Thaïlande                      | 20/05/2000 |
| Victoire                          | KO 5R                       | Muay thaï   | Deun ESARN                   | King's Birthday                       | 05/12/1999 |
| Victoire                          | KO 3R                       | Muay thaï   | Banca PUDYING                | France vs Thailande                   | 10/1999    |
| Victoire                          | KO 1R                       | Muay thaï   | KONVICHAN                    | Koh Samui                             | 07/1999    |
| Victoire                          | KO 4R                       | Muay thaï   | LEKPECH                      | Chaweng Stadium                       | 28/07/1997 |
| Victoire                          | Décision                    | Muay thaï   | Benoît ATAYI                 | Championnat d'Europe                  | 09/03/1996 |
| Titre européen                    |                             |             |                              |                                       |            |
| Victoire                          | Abandon 3R                  | Muay thaï   | Kader MAROUF                 | Gala de Levallois-Perret              | 19/01/1996 |
| Titre européen                    |                             |             |                              |                                       |            |
| Victoire                          | Décision                    | Muay thaï   | Osman YIGIN                  | Boxe Thai Et Kick Boxing              | 27/05/1995 |
| Titre européen                    |                             |             |                              |                                       |            |
| Victoire                          | KO 3R                       | Muay thaï   | Jean-Luc JANVIER             | Japy                                  | 01/1995    |
| Victoire                          | KO 3R                       | Muay thaï   | Mohamed YAMANI               | Japy                                  | 01/12/1994 |
| Défaite                           | Décision                    | Muay thaï   | Jean-Luc JANVIER             | Championnat De France                 | 1994       |

### Films documentaires
- Peau De Boxeur réalisé par Steve Balestreri (52 minutes, 2000)[12],[13].
- Fiers, Le virus du Muay Thai réalisé par Sophie Grand Mourcel et Alexandre Imbert (26 minutes, 1997)[14].